# آلنویل میل استورهاوس
آلنویل میل استورهاوس (انگلیسی: Allenville Mill Storehouse) یک بنای تاریخی مربوط به سده ۱۹ میلادی در گرینویل، رود آیلند واقع در ایالت رود آیلند آمریکا می‌باشد. به مدت تقریباً ۱۰۰ سال تصور بر این بود که این ساختمان یک آسیاب است نه یک انبار.